# 明経博士
明経博士（みょうぎょうはかせ）とは、大学寮の本科である明経道の教官。律令制官人における基本的教養であった五経など儒学を教授した。正六位下相当。職田5町が授けられ、その下に助教2名と令外官の講師である直講（ちょっこう）2名が設けられていた。

## 概要
元は天智天皇の時代に大学博士・大博士と称された。『日本書紀』によれば、671年（天智天皇10年）に学識頭（後の大学頭に相当）の鬼室集斯とともに大学博士許率母（百済出身）が登場するのが最古で、率母は続く天武天皇にも仕えている。この時期には「大学博士」・「大博士」と名称の混同がみられるものの、飛鳥浄御原令において「大学博士」と呼称が定められたらしく、持統天皇の時代には「大学博士」で呼称が統一されている。
大学寮の発足後、教育現場には五経などの儒学を教授する博士以下の教官とそれを学ぶ学生しかいなかったことから特別な呼称が存在せず、前代からの「大学博士」の呼称がそのまま用いられていた。「明経博士」の呼称が登場するのは、奈良時代中期に令外官として文章博士・明法博士が登場し、その充実とともにそれぞれの教育内容が学科として分立、従来名称がなかった大学寮の本科部分においても「明経道」の呼称が生じた平安時代前期（9世紀）以後のことである。
通常は学生の中から得業生、直講、助教を経て博士に昇進することとなっており、学生に儒学を教える他に、天皇や摂関家の侍読を務めたり、天皇や太政官などの諮問（）に応じて明経勘文（）を作成したりした。
平安時代前期より、博士職の世襲の傾向が見られたが、それが本格化するのは平安時代中期（11世紀）に（広澄流）清原氏と中原氏が博士職を世襲化するとともに五経などの訓読・解釈方法を家学化することによって他氏を排除することに成功したことによる。更に文章作成の知識を生かして太政官の外記局に進出することによって地位の安定化を図った。